# Kuvtjärnen (Silbodals socken, Värmland)
Kuvtjärnen är en sjö i Årjängs kommun i Värmland och ingår i Göta älvs huvudavrinningsområde.